# Кентукки (река)

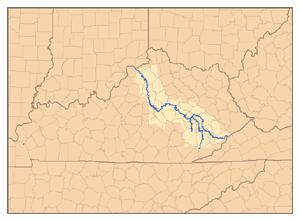
Схема бассейна реки

Кентукки (англ. Kentucky River) — река на востоке центральной части штата Кентукки, США. Приток реки Огайо. Длина составляет 418 км; площадь бассейна — около 18 000 км². Средний расход воды — 285 м³/с.
Берёт начало на юго-востоке штата, вблизи города Биттивилл в округе Ли, как слияние рек Норт-Флок, Мидл-Форк и Саут-Форк, на высоте 204 м над уровнем моря. Течёт преимущественно в северо-западном направлении. Протекает через национальный лес Дэниел-Бун, города Ирвин и Бунесборот, отклоняется на юго-запад, а затем на север, протекая через город Франкфорт. В нижнем течении вновь течёт в северо-западном направлении; впадает в Огайо вблизи города Карролтон. Примерно в 24 км к юго-западу от города Бунсборо принимает приток Ред-Ривер, а в Хай-Бридже — приток Дикс. Во Франкфорте в Кентукки впадает река Бенсон-Крик, а в 16 км к северу от Франкфорта — река Элкхорн-Крик.
На участке от Клейс-Ферри, округ Мадисон, до Франкфорта, на протяжении около 60 км, река течёт через ущелье с крутыми склонами. Верховье Норт-Форк составляет около 270 км в длину и берёт начало на западной стороне горы Пайн, в Аппалачах, вблизи границы со штатом Виргиния. Мидл-Форк составляет около 169 км в длину и берёт начало в Аппалачах, на крайнем юге округа Лесли, примерно в 26 км от границы с Виргинией. Саут-Форк составляет всего 72 км в длину и начинается в округе Клей, в районе города Онайда, на территории национального леса Дэниел-Бун.